# فری روژریو
فری روژریو (به پرتغالی: Frei Rogério) یک شهرداری در برزیل است که در سانتا کاتارینا واقع شده‌است. فری روژریو ۱۵۷٫۸۴۵ کیلومتر مربع مساحت و ۱٬۹۷۰ نفر جمعیت دارد و ۹۵۰ متر بالاتر از سطح دریا واقع شده‌است.